# 1392

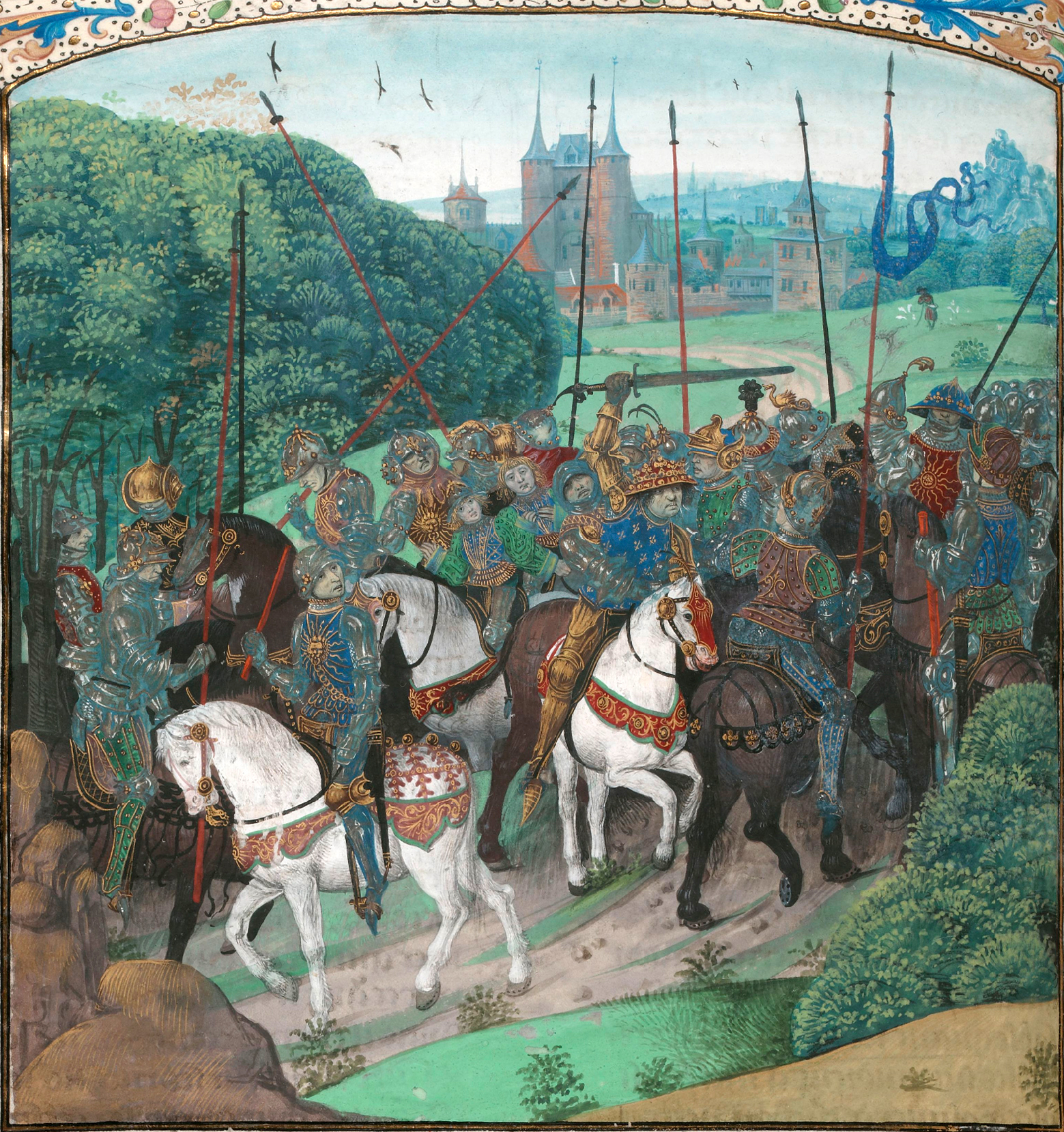
Karel VI raakt waanzinnig en hakt in op zijn volgelingen

Het jaar 1392 is het 92e jaar in de 14e eeuw volgens de christelijke jaartelling.

## Gebeurtenissen
februari
- 10 - keizer Manuel II Palaiologos trouwt met Helena Dragaš.
- februari - Zweder van Abcoude sticht het kartuizer klooster Nieuwlicht in Utrecht.

maart
- 12 - In Westerwolde verkopen Wyarde Memminge, Memmen en Tiabbeken Jelderkes hun rechten op het Huis te Wedde aan de Addinga's.

juni
- 13 -Mislukte aanslag in Parijs op de Bretonse edelman Olivier de Clisson.

september
- 22 - Aleid van Poelgeest en Willem Cuser worden in Den Haag dood geslagen. In het gewest Holland leidt dit tot grote conflicten.
- 27 - Graaf Albrecht van Holland geeft financiële steun aan een groep Amsterdamse burgers die buiten de wallen een klooster voor de Kartuizers willen bouwen.

oktober
- 21 - In Japan komt het tot een verzoening tussen het Noordelijke hof en het Zuidelijke hof. De zuidelijke keizer Go-Kameyama doet troonsafstand ten gunste van de noordelijke pretendent Go-Komatsu. Er wordt geregeld dat beide takken van de keizerlijke familie beurtelings een keizer mogen aanstellen, doch dit zal al bij de troonsafstand van Go-Komatsu in 1412 genegeerd worden.

zonder datum
- De opstandige Koreaanse generaal Yi Seong-gye werpt de Goryeo-dynastie omver. Onder de naam Taejo wordt hij de eerste heerser van de Joseondynastie.
- Koning Karel VI van Frankrijk wordt waanzinnig. Formeel wordt zijn echtgenote Isabella van Beieren regentes, de facto wordt Filips de Stoute van Bourgondië de machtigste man in de regentschapsraad.
- De Ottomanen veroveren Skopje.
- Neder-Beieren wordt verdeeld in Beieren-Ingolstadt onder Stefanus III, Beieren-Landshut onder Frederik en Beieren-München onder Johan II
- Het bisdom Utrecht verpacht de jurisdictie over het Gorecht aan de stad Groningen.
- In de Haarlemmerhout wordt de oudst bekende klootschietbaan aangelegd.
- Stadsbrand van Leeuwarden
- oudst bekende vermelding: Smalle Ee

## Opvolging
- Genève - Peter opgevolgd door zijn broer tegenpaus Clemens VII
- Granada - Yusuf II opgevolgd door Mohammed VII
- Japan - Go-Kameyama opgevolgd door Go-Komatsu
- Litouwen - Jogaila opgevolgd door Vytautas
- Württemberg - Everhard II opgevolgd door zijn kleinzoon Everhard III

## Afbeeldingen

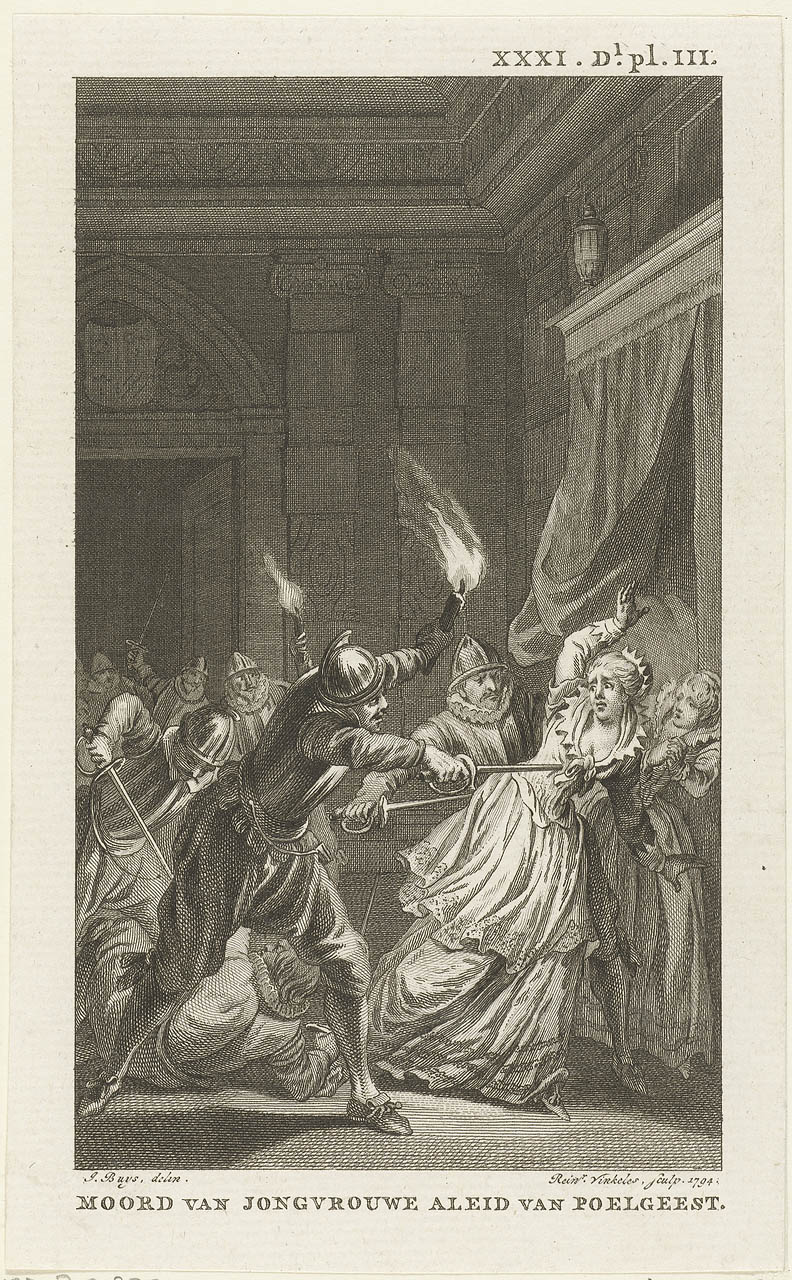
moord op Aleid van Poelgeest

## Geboren
- 10 januari - Johanna van Polanen, Brabants edelvrouw
- 23 september - Filippo Maria Visconti, hertog van Milaan (1412-1447)
- 9 december - Peter van Portugal, Portugees prins en regent
- 16 december - Johannes VIII Palaiologos, keizer van Byzantium (1425-1448)
- Blanche van Engeland, Engels prinses
- Gö Lotsawa, Tibetaans historicus
- Jan II van Luxemburg-Ligny, Frans edelman
- John Mowbray, Engels edelman
- Petrus Wilhelmi de Grudencz, Pools-Boheems componist
- Ruprecht II, hertog van Lubin en Haynau
- Stefano di Giovanni, Italiaans schilder
- William Bonville, Engels edelman
- Otto van Bronckhorst-Borculo, Gelders edelman (jaartal bij benadering)

## Overleden
- 2 februari - Agnes van Habsburg (~76), hertogin van Schweidnitz
- 15 maart - Everhard II, graaf van Württemberg
- 22 september - Aleid van Poelgeest (~22), Hollands edelvrouw, maîtresse van Albrecht van Beieren
- 22 september - Willem Cuser, Hollans staatsman
- 25 september - Sergius van Radonezj (~78), Russisch geestelijk leider
- 22 november - Robert de Vere (30), Engels edelman
- 23 december - Isabel van Castilië (~37), Castiliaans prinses
- Peter, graaf van Genève
- Dirk IV van Wassenaer, Hollands edelman (jaartal bij benadering)